# Deutsche Schwimmmeisterschaften 1897
Die 14. Deutschen Meisterschaften im Schwimmen fanden am 1. und 2. August 1897 in Wien statt. Es wurde eine Strecke von 100 m sowie 1500 m geschwommen und der Mehrkampf ausgetragen, welche aus Tauchen, Springen und 100 m Schwimmen bestand. Zudem fanden Vorläufe (ohne Meisterschaft) in Tauchen und 100 m Rücken statt. 
| Disziplin       | Name           | Verein                                  | Zeit        | Punkte |
| --------------- | -------------- | --------------------------------------- | ----------- | ------ |
| 100 m Freistil  | Otto Wahle     | SC Austria Wien                         | 1:23,0 min  | –      |
| 1500 m Freistil | Simon Orlik    | SC Austria Wien                         | 27:01,0 min | –      |
| Mehrkampf       | Richard Kostka | Charlottenburger Schwimmverein von 1887 | –           | 37,81  |